# Dragan Lukovski
Dragan Lukovski (in serbo Дрaгaн Луковски?; Skopje, 21 marzo 1975) è un ex cestista serbo.

## Carriera
Con la Jugoslavia ha disputato i Campionati mondiali del 1998, i Campionati europei del 1999 e i Giochi olimpici di Sydney 2000.

## Palmarès
- YUBA liga: 2

Partizan Belgrado: 1995-96, 1996-97
- Campionato francese: 2

Pau-Orthez: 2002-03, 2003-04
- Coppa di Jugoslavia: 1

Partizan Belgrado: 1999
- Coppa di Francia: 2

Pau-Orthez: 2002, 2003
- Semaine des As: 1

Pau-Orthez: 2003